# Catharina Ohlenburg
Catharina Ohlenburg är en grönfärgad krusbärssort vars ursprung är Tyskland. Sorten har odlats i Sverige sedan sent 1800-tal. Catharina Ohlenburg mognar omkring juli och dess smak är sötaktig och aromatisk. Krusbärets buske ger rikligt med frukt.